# حماض لاكتيكي

حمض اللاكتيك

الحماض اللاكتيكي (بالإنجليزية: Lactic acidosis)‏ هو حالة طبية تتميز بتراكم حمض اللاكتيك (خاصة النوع L) في الجسم، مما يؤدي إلى انخفاض درجة الأس الهيدروجيني بشكل مفرط في مجرى الدم مسببا الحماض. يُمثل الحماض اللاكتيكي شكل من أشكال الحماض الأيضي، الناتج عن التراكم المفرط لحمض اللاكتيك بسبب مشكلة في أيض حمض اللاكتيك.
عادة ما يكون الحماض اللاكتيكي نتيجة لحالة طبية حادة أو مزمنة، أو بسبب أدوية أو تسمم، وتشمل الأعراض (بجانب أعراض سبب حدوث الحماض) الغثيان والقيء وتنفس كوسماول (تنفس بشكل سريع وعميق) والضعف العام.
يُشخص الحماض اللاكتيكي بناءا على التحليل الكيميائي الحيوي للدم (مثل تحليل غازات الدم)، وبمجرد التأكد من التشخيص تبدأ الفحوصات الهادفة لتحديد السبب الأساسي في الحامض بغرض علاجه. وقد تحتاج بعض الحالات إلى ترشيح الدم (تنقية الدم) بشكل مؤقت. أما في الأسباب المزمنة (والنادرة) للحماض اللاكتيكي مثل الحماض الناجم عن الأمراض المتقدرية فقد يحتاج الأمر إلى اتباع نظام غذائي معين أو استخدام حمض ثنائي كلورو أسيتات. يعتمد تشخيص الحماض اللاكتيكي بشكل كبير على السبب الأساسي؛ ويمكن أن يشير في بعض الحالات (مثل الالتهابات الحادة) إلى زيادة خطر الموت.

## تصنيف
يوزع تصنيف كوهن وودز أسباب الحماض اللاكتيكي على النحو التالي:
- النوع أ: نقص أكسجة الأنسجة (مثل نقص التروية)
- النوع ب
  - ب1: الأمراض الكامنة (التي تسبب النوع أ في بعض الأحيان)
  - ب2: الأدوية أو التسمم
  - ب3: خطأ أيضي خلقي

## علامات وأعراض
عادة ما يحدث الحماض اللاكتيكي في الأشخاص الذين يعانون من الأمراض، مثل المصابين بأمراض قلبية/رئوية شديدة، أو وجود الإنتان المصاحب للعدوى الشديدة، أو متلازمة الاستجابة الالتهابية الجهازية نتيجة سبب آخر، أو صدمة بدنية شديدة، أو النقص الشديد في حجم الدم. وتظهر أعراض الحماض اللاكتيكي في البشر مشابهة لأعراض الحماض الأيضي النموذجية (الغثيان والقيء وضعف العضلات العام والتنفس السريع).

## الأسباب
تشمل الأسباب العديدة والمختلفة للحماض اللاكتيكي كل من: [بحاجة لمصدر]
- الحالات الوراثية الجينية
  - نقص البيوتينيداز ، ونقص الكربوكسيلاز المتعددة، أو القصور اللاجيني للبيوتين
  - داء السكري والصمم
  - عوز الفركتوز 1,6-bisphosphatase
  - داء اختزان الغلايكوجين النمط الثاني
  - متلازمة ميلاس

- الأدوية
  - لينزوليد
  - ميتفورمين
  - تسمم الآيزونيازيد
  - البروبوفول
  - قالب: ادرينالين
  - بروبيلين جليكول
  - سيانيد البوتاسيوم (تسمم بالسيانيد)
  - تينوفوفير/إمتريسيتابين
  - أباكافير/دولوتغرافير/لاميفودين

فياليريدين
- أسباب أخرى
  - نقص الثيامين
  - نقص التروية
  - النزيف
  - التهاب العضلات
  - التسمم بالايثانول
  - الإنتان
  - الصدمة
  - تليف الكبد
  - الحماض الكيتوني السكري
  - التمارين الرياضية المفرطة
  - نقص التروية المحدود (مثل نقص تروية الأمعاء أو التهاب النسيج الخلوي)
  - السرطان
  - ورم القواتم
  - متلازمة انحلال الورم

## التشخيص
عادة ما يتم تقييم اضطرابات القاعدة/الحمض مثل الحماض اللاكتيكي باستخدام اختبارات غازات الدم الشرياني، والوريدي أيضا كبديل.

## العلاج
يصعب إزالة اللاكتيك من الجسم (مثلا من خلال ترشيح الدم) مع وجود أدلة محدودة حول فائدته. في النوع أ الحماض اللاكتيكي يتكون العلاج من الإدارة الفعالة للسبب الكامن، وهناك أدلة محدودة تدعم استخدام محاليل بيكربونات الصوديوم لتحسين درجة الحموضة (التي ترتبط بزيادة تولد ثاني أكسيد الكربون وقد تقلل مستويات الكالسيوم).
في الحمض الللاكتيكي م النوع ب الناتج عن الدواء قد يكون وقف الدواء ضروريًا لعلاج الحماض اللاكتيكي. [بحاجة لمصدر]
يمكن علاج الحماض اللاكتيكي في سياق الأمراض المتقدرية (النوع ب3) باستخدام نظام غذائي كيتوني وربما مع ثنائي كلورو أسيتات، على الرغم من أن هذا قد يكون معقدًا بسبب الاعتلال العصبي المحيطي بجاب صعف الأدلة على ذلك.

## المآل
يحدد السبب الأساسي في حدوث الحماض اللاكتيكي مآل المرض. [بحاجة لمصدر] فمثلا في الإنتان ترتبط المستويات العالية لحمض اللاكتيك بارتفاع معدل الوفيات. [بحاجة لمصدر] وسابقا كان معدل حدوث الحماض اللاكتيكي في الأشخاص الذين يتناولون الميتفورمين قد بلغ 50٪، لكن في التقارير الحديثة كان أقرب إلى 25٪.